# DUX
För andra betydelser, se Dux.
DUX är ett svenskt familjeföretag i fjärde generationen som utvecklar, tillverkar och säljer möbler och sängar. DUX grundades i Malmö 1926 av Efraim Ljung. Idag är DUX ett framstående företag när det gäller utveckling kring säng- och sovkomfort med försäljning över hela världen. DUX omsätter cirka 800 miljoner kronor. 
DUX har kontor i Malmö, Porto, New York och tidigare även i Shanghai. DUX har produktion i Sverige och Portugal.

## Historia
År 1924 befann sig den svenske chokladfabrikören Efraim Ljung på affärsresa i Chicago. Efter en lång dag fylld av möten, checkade han in på ett oansenligt men trivsamt hotell i den stora staden. Efraim, som led av reumatism, vaknade pigg och utvilad för första gången på många år. "Hur kan en säng vara så skön?" frågade han sig. Nyfiket tog han fram sin pennkniv och sprättade upp tyget på madrassen. Inuti fann han att sängen var konstruerad av fjädrande stålspiraler. Han sydde ihop tyget igen och begav sig hem till Malmö. Tanken på den fjädrande sängen och goda nattsömnen kunde han inte släppa och kort efter att han återvänt till Malmö övergav han sin verksamhet inom konfektyrbranschen och började experimentera med fjädrande stålspiraler av olika styrka och spänstighet. Två år senare, 1926, grundade Efraim Ljung DUX och lanserade den första DUX-sängen.

### Möbeltillverkning
Efraims son Eric Ljung var den som etablerade DUX som möbeltillverkare. Eric hyste ett särskilt intresse för ergonomi och förfinade sin fars spiralkonstruktion så att den gick att anpassa till optimal sittkomfort. Intresset för ”sittandets mekanik” delade Eric med den svenske formgivaren Bruno Mathsson som kom att bli en nära vän och samarbetspartner. Flera andra namnkunniga formgivare knöts till DUX under 1950- och 1960-talen och i DUX namn tillverkades en mängd möbler som är typiska för den tongivande formgivarrörelsen ”Swedish Modern”.
Bruno Mathsson är en av Sveriges internationellt mest kända formgivare och har präglat modern svensk möbeldesign som ingen annan. Under 1960- och 1970-talen hade Bruno Mathsson och DUX ett nära kreativt samarbete vilket gav upphov till flera tidlösa designklassiker – exempelvis fåtöljerna Jetson och Karin. Precis som på DUX, ägnade Bruno Mathsson stor tid åt research och utveckling; ”sittandets mekanik”, kallade han det. En av hans mindre ortodoxa metoder var att sätta sig i en snödriva och studera det avtryck hans kropp hade gjort, för att få fram en perfekt sittkurva.
Under 2000-talet fortsatte utvecklingen av DUXIANA butikskoncept som även vidareutvecklades till en egen hotellkedja med namn Hotel DUXIANA. Numera är hotellverksamheten koncentrerad till flaggskeppshotellet Hotel DUXIANA Malmö, medan DUX samarbetar med utvalda hotellpartner i hela världen.  
DUX har tillverkat möbler, i bland annat Sösdala i norra Skåne, sedan början av 1940-talet. Det var Eric Ljung som såg till att DUX en gång i tiden hamnade i Sösdala när han fick tag på en fabrik som var till salu. Det var även Ljung som tog kontakt med Bruno Mathsson. De fick bra kontakt och på den vägen blev det att DUX fick producera hans möbler. Några av de mest populära DUX möblerna är fåtöljerna Jetson och Karin, soffan Ritzy och stolen Sam samt liggfåtölj Superspider.

### Utmärkelser
DUX belönades med priset "Årets producent" tack vare samarbetet med Claesson Koivisto Rune på Residence Stora Formpris i november 2017.